# Josep Romeu i Sans
Josep Romeu i Sans (Copons, 29 d'abril de 1818 - Barcelona, 7 de juliol de 1886) va ser un polític català. Va ser alcalde corregidor de Sabadell, per designació reial, del març de 1861 al febrer de 1864 i, malgrat no tenir el fervor popular, acabà guanyant-se la confiança de la gent per l'eficàcia de la seva gestió. Durant el seu mandat, el 1861 va encarregar el plànol de Sabadell a l'arquitecte Francesc Daniel Molina, que va ser fonamental per al futur creixement urbà; dos anys més tard, va adquirir els terrenys per a la construcció del nou cementiri de Sant Nicolau, a la serra de Sant Iscle, i entre 1862 i 1864 es va construir el pont de la Salut i la carretera de Sentmenat. El 1862 portà l'enllumenat de gas als carrers de Sabadell i va fer construir el baixador del tren del Nord al capdavall de la Rambla. El 1863 va comprar els terrenys, prop de la timba del Ripoll, per a la construcció del nou escorxador municipal i acabà la urbanització dels carrers de Bilbao i de Quevedo. El 1864, per voluntat pròpia, va deixar l'alcaldia, que havia exercit durant quatre anys.
El 1886, l'ajuntament que presidia Joan Vivé va acordar donar el nom de Romeu a un carrer de la ciutat que va des del carrer de Vidal fins al de Santa Teresa, arran de la Cobertera.